# Rooseboom (Schiff)
Die Rooseboom war ein niederländisches Schiff der Koninklijke Paketvaart Maatschappij, das während des Zweiten Weltkriegs von einem japanischen U-Boot im Indischen Ozean versenkt wurde (Position 0° 38′ 29,9″ N, 86° 35′ 10,9″ O). Dabei verloren mehr als 500 Menschen ihr Leben.

## Das Schiff
Die Rooseboom wurde 1926 bei Rijkee & Co. in Rotterdam gebaut und von der KPM in Südostasien genutzt.

## Versenkung
Als die japanischen Truppen in den Häfen von Padang (Indonesien), Tandjong Priok, Tjilatjap und Surabaya anlangten, wurden zahlreiche niederländische Dampfer genutzt, um Flüchtlinge nach Ceylon oder Australien zu bringen. Viele dieser Flüchtlingstransporte erreichten ihre Ziele aber nicht, so auch die Rooseboom.
Die Rooseboom, die in Friedenszeiten für den Verkehr zwischen den Inseln genutzt wurde und vor ihrer letzten Fahrt zwischen Oosthaven und Merak gefahren war, verließ unter dem Kommando von Kapitän M. C. A. Boon am 22. Februar 1942 den bereits schwer beschädigten Hafen von Tandjong Priok.

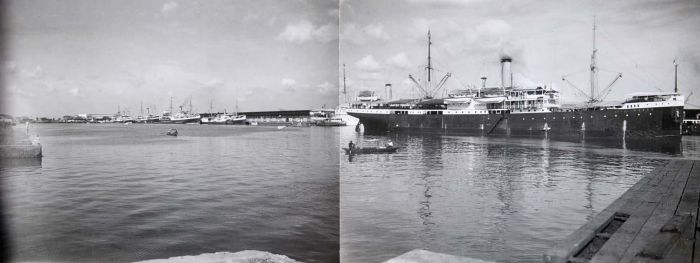
Schiffe der KPM in Tandjong Priok vor dem Krieg

Sie sollte über Colombo nach Bombay fahren, unterwegs aber in Emmahaven zahlreiche Flüchtlinge, die mit kleineren Booten über die Straße von Malakka aus Malaya geflohen, dann auf Sumatra dem Lauf des Indragiri gefolgt und schließlich an die Westküste gelangt waren, an Bord nehmen. Dies geschah am 27. Februar. Die genaue Anzahl der Passagiere der Rooseboom auf dieser Fahrt ist unbekannt, jedoch wird von einer Zahl über 500 ausgegangen.
In der Nacht vom 28. Februar auf den 1. März 1942 wurde die Rooseboom auf dem Indischen Ozean, etwa 600 Seemeilen vor der Insel Sipora, vom japanischen U-Boot I.59 unter dem Kommando von Leutnant Yoshimatsu torpediert. Dabei wurden sämtliche Rettungsboote bis auf eines zerstört oder konnten jedenfalls nicht mehr zu Wasser gelassen werden. Die Rooseboom ging innerhalb weniger Minuten unter. In das letzte verbliebene Rettungsboot, das eigentlich für 40 Personen ausgelegt war, konnten sich ungefähr 80 Menschen retten, rund 50 weitere Passagiere der Rooseboom schwammen zunächst noch in der Nähe des Rettungsbootes und hielten den Kontakt mit diesem. An Bord befanden sich zunächst auch der Kapitän und sein erster Maschinist. Dieser griff Boon jedoch auf dem überladenen Rettungsboot an, verwundete ihn tödlich und sprang dann selbst über Bord. Eine Gruppe von Insassen plante außerdem, um die eigenen Überlebenschancen zu erhöhen, möglichst viele Passagiere zu töten oder über Bord zu werfen. Dieses Vorhaben wurde schnell aufgedeckt und die Angehörigen dieser Gruppe wurden aus dem Boot entfernt.
Das Boot trieb in östlicher Richtung wieder zurück und auf Sumatra zu und strandete dreieinhalb Wochen später an der Insel Sipora. Zu diesem Zeitpunkt befanden sich noch vier lebende Personen an Bord; neben Sergeant W. Gibson von einem schottischen Regiment waren dies die chinesische Spionin Doris Lim und zwei Angehörige der Schiffsbesatzung. 
Diese vier Überlebenden wurden von Bewohnern Siporas aufgenommen und gepflegt. Einige Wochen später wurde Sipora allerdings von den Japanern eingenommen. Während Gibson, der zunächst von diesen interniert und nach Japan transportiert wurde, später nach Schottland zurückkehrte und ein Buch mit dem Titel The Boat über den Untergang der Rooseboom und seine Rettung schrieb, ist über das weitere Schicksal der drei anderen Personen wenig bekannt; Doris Lim wurde möglicherweise von den Japanern exekutiert.
Zwei weitere Angehörige der Crew wurden etwa eineinhalb Wochen nach der Versenkung der Rooseboom, mit Wrackteilen im Meer treibend, von dem KPM-Schiff Palopo aufgenommen, das nach Bombay fuhr. Bis zum Ende des Zweiten Weltkriegs wurde davon ausgegangen, dass diese beiden Personen die einzigen Überlebenden der Versenkung waren.